# Moretusbos

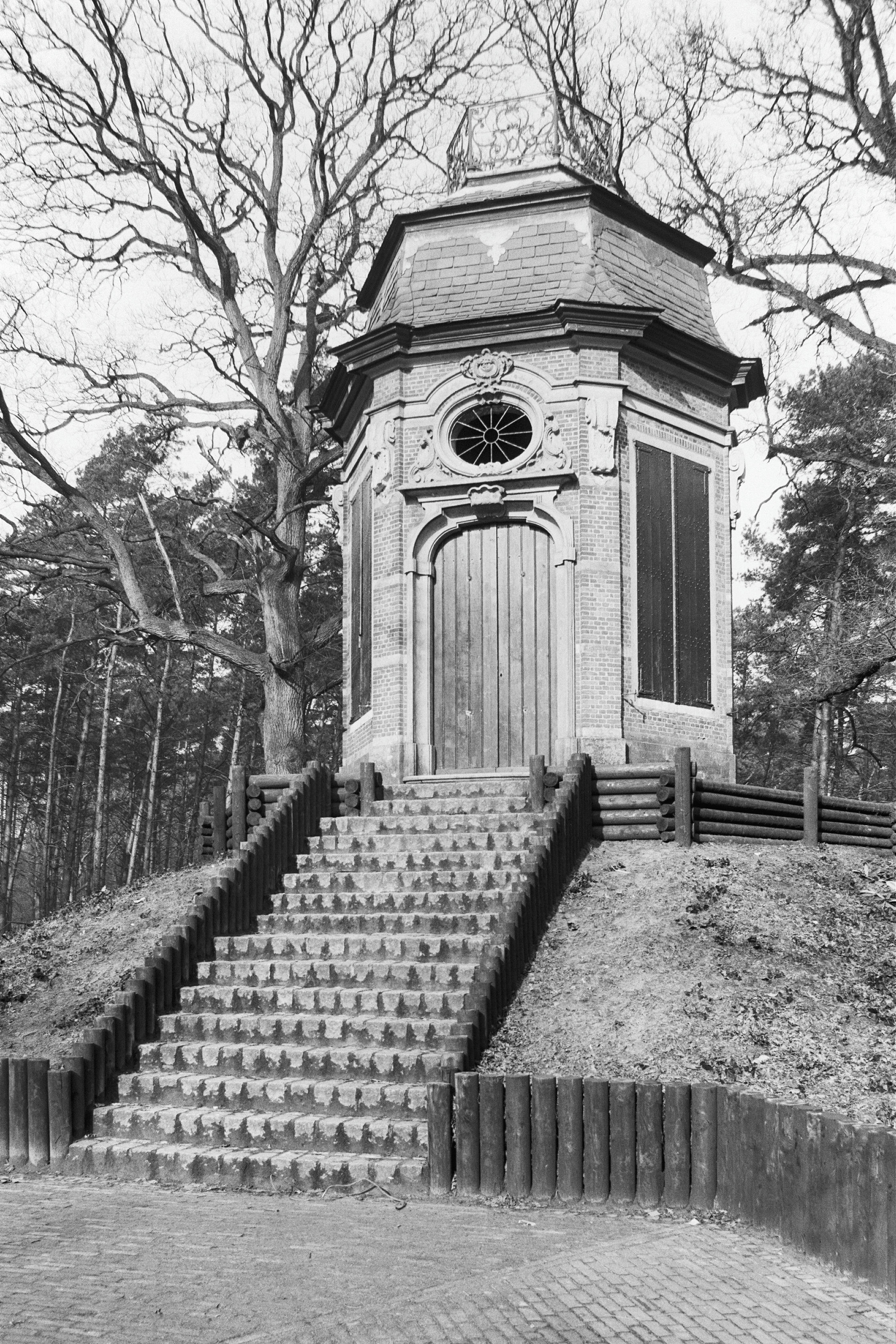
De gloriëtte in het bos

Het Moretusbos is een bos en voormalig landgoed ten westen van het Noord-Brabantse dorp Putte. Het is 77 ha groot en eigendom van Staatsbosbeheer.  Het bevat een sterrenbos, allerlei dijkjes en een waterpartij. De achttiende-eeuwse gloriëtte in het bos is een rijksmonument.

## Geschiedenis
Het bos, dat zijn voortzetting vindt in het landgoed Ravenhof te Stabroek, was oorspronkelijk een heidegebied. Het behoorde toe aan de familie Moretus, waarvan de beroemde Antwerpse drukker Jan Moretus een telg was. Een van de bezitters, Johannes Josephus Moretus, heeft er tussen 1760 en 1780 een lustoord in barokstijl laten aanleggen. De bewoners van Putte werden hierbij ingeschakeld en kregen hiervoor betaald, wat een belangrijke bron van inkomsten vormde in het verarmde dorp. Ravenhof en het Moretusbos zijn sinds de Belgische onafhankelijkheid van 1830 door de landsgrens van elkaar gescheiden.
In het bos bevindt zich het vroeger bij het landhuis Ravenhof behorende theehuis De Gloriëtte, uit 1768. Het is op een kunstmatige verhoging gelegen en heeft via een zichtas en een laan verbinding met Ravenhof. Verhalen doen de ronde dat er een geheime tunnel loopt van het kasteel naar het theehuis. Op het mansardedak bevindt zich een uitkijkplat dat exact even hoog is als de hoogte van het kasteel. 
Halverwege de 19e eeuw werden er rododendrons aangeplant. Die werden door de familie Moretus geïmporteerd en zijn sindsdien op tal van landgoederen ingeburgerd geraakt.
In 1980 werd het bos door Staatsbosbeheer aangekocht.

## Bescherming
Er is door de nieuwe eigenaar veel achterstallig onderhoud aan het formele parkbos uitgevoerd. Het bos is net als het theehuis sinds 1990 een rijksmonument. Het bevat zeer oude dennen en het wordt doorsneden door oude beuken- en eikenlanen. Veel bomen zijn ouder dan 80 jaar en sommige stammen zelfs uit de 18e eeuw. Vogels die er in broeden zijn onder meer boomklever, fluiter, kruisbek, holenduif en sperwer.
Het Moretusbos maakt deel uit van het Natura 2000-gebied Grenspark Kalmthoutse Heide.

## Recreatie
De Putse bevolking, die het bos had aangelegd, mocht er tot 1980 niet komen. Door Staatsbosbeheer werd het opengesteld. Er werden fiets- en wandelpaden aangelegd, wandelroutes bewegwijzerd en er kwam een informatiepaneel.